# Orlando Ramírez (beisbolista)
Orlando Ramírez Leal (Cartagena de Indias, Colombia, 18 de diciembre de 1951) también conocido como Ñato (Snub Nose) es un exbeisbolista de Grandes Ligas de Béisbol que jugó para el Angelinos de California entre 1974 y 1979. Era el primer jugador colombiano reconocido en la historia en llegar a grandes ligas, hasta la revelación de  Luis Castro como colombiano, que jugó 42 partidos para el Philadelphia Athletics en la temporada de 1902.
En su carrera de 143 partidos de Grandes Ligas, Ramírez bateó .189 con 16 Carreras impulsadas (RBI), 24 carreras anotadas, cinco dobles, un triple y 16 bases robadas.

## Significado en Colombia
Ramírez fue incorporado en el Salón de la Fama del Béisbol Profesional Colombiano en septiembre de 2009. Fue el primer colombiano en jugar en las Grandes Ligas reconocido antes de Luis Castro. La Liga Colombiana de Béisbol Profesional decidió homenajear a Orlando Ramírez dándole su nombre al premio del Jugador Más Valioso de Colombia desde la temporada de 2005-06.

## Comienzo de su carrera en Colombia
Ramírez comenzó su carrera con el club Willard de Barranquilla en 1966, que fue reconocido como el nivel superior del béisbol colombiano. A la edad de 17 años, Ramírez llegó a la Selección de béisbol de Colombia y debutó en su primer juego en la Serie Mundial Amateur celebrada en Santo Domingo. Fue el tercer bateador y jugó tercera base en la selección colombiana. En las Copas Mundiales de 1970 (cuarto lugar), Ramírez jugó como campocorto y fue líder en bases robadas. Dirigió a la Selección de béisbol de Colombia a una medalla de plata en la Copa Mundial de Béisbol de 1971.

## Carrera en la MLB

### Angelinos de California
Ramírez jugó por primera vez en la Doble A para Shreveport en la Liga de Texas. Se destacó y fue transferido a Idaho Falls en la Pioneer Rookie League. De Idaho Falls, fue enviado a las ligas menores en 1973, jugando para las Quad Cities, donde pronto jugó Doble-A de nuevo en 1974. Poco tiempo después de jugar Doble A, Ramírez fue enviado a las Grandes Ligas de Béisbol para jugar a los Angelinos de California.
Su debut fue el 6 de julio de 1974 frente a los Indios de Cleveland, en dos turno al bate no conectó hits, termina la temporada con 31 juegos y 14 H / 0 HR / 7 RBI / .163 AVG.
Permanecería con la organización californiana hasta a mediados de 1979 cuando fue traspasado a los Astros de Houston donde se mantuvo en las menores para finalizar esa temporada.

## Números usados en las Grandes Ligas
- 1 California Angels (1974-1976)
- 14 California Angels (1977)
- 2 California Angels (1979)

## Estadísticas de bateo en Grandes Ligas
Estas son las estadísticas del jugador en cinco años donde ha jugado en un solo equipo de la Liga Americana.
| Año   | Equipo            | Liga | Juegos | VB  | C  | Hits | HR | CI | BA   | BR |
| ----- | ----------------- | ---- | ------ | --- | -- | ---- | -- | -- | ---- | -- |
| 1974  | California Angels | AL   | 31     | 86  | 4  | 14   | 0  | 7  | .163 | 2  |
| 1975  | California Angels | AL   | 44     | 100 | 10 | 24   | 0  | 4  | .240 | 9  |
| 1976  | California Angels | AL   | 30     | 70  | 3  | 14   | 0  | 5  | .200 | 3  |
| 1977  | California Angels | AL   | 25     | 13  | 6  | 1    | 0  | 0  | .077 | 1  |
| 1979  | California Angels | AL   | 13     | 12  | 1  | 0    | 0  | 0  | .143 | 1  |
| Total |                   |      | 143    | 281 | 24 | 53   | 0  | 16 | .189 | 16 |